# Kalcedon
A kalcedon kifejezés a mikrokristályos kvarcok változatainak összességét jelöli. Az apró, szálas kristályok egymással többé-kevésbé tömör halmazt alkotnak.
A kalcedon szó a kisázsiai Khalkédón város nevéből származik.

## Általános tulajdonságok
A kalcedon változatai színükben és mintázatukban térnek el egymástól. A kék kalcedon kékesfehér, tompább színű sávozással. A kalcedon gömbös vesés vagy cseppköves, tömör alakzatokban és tömegekben jelenik meg. Kristályainak finom szerkezetét erős átvilágító fényben figyelhetjük meg.

## Fizikai-kémiai tulajdonságok
A kalcedon a kvarccal azonos kémiai tulajdonságokkal rendelkezik, mivel egyazon anyagról (szilícium-dioxid, SiO2) van szó. Fizikai tulajdonságai elsősorban a kristályosodás körülményeitől függenek, sűrűsége és keménysége, valamint törésmutatója is valamivel alacsonyabb, mint a kvarcé. Bár a kalcedon kettőstörő, mégis - mint minden mikrokristályos ásvány - csak egy törésmutatóval rendelkezik.

## Képződése és társulásai
A kalcedon kovasavban gazdag, kis hőmérsékletű (50-200 °C) hidrotermális oldatuk munkája nyomán általában üregekben és lerakódásokban képződik, ahol rétegeket vagy konkréciókat alkot. Ezekben az esetekben a kalcedon amorf, kristályalak nélküli szilikát-hidráttal társul. A kalcedon magmás vagy üledékes kőzetekben is előfordul. Olykor a kövesedő (fosszilizálódó) szerves szöveteket helyettesítheti, például az arizonai (Egyesült Államok) és a magyarországi kovásodott fatörzsekben.

## Változatai
A kalcedonnak számtalan változata ismert, melyek színükben és megjelenésükben különböznek egymástól. A drágakőtudomány a változatokat önálló fajtáknak tekinti, éppen ezért külön névvel illeti őket. Az achátot körkörös szerkezet jellemzi; a tűzkövet átlátszatlanságáról és tömörségéről ismerhetjük fel; az ónix félig átlátszó, és eltérő színű sávok díszítik; a legértékesebb kalcedonváltozat, a krizopráz színe zöld; a karneol színe a vasoxid jelenlétének köszönhetően narancs-vörös; a heliotrop zöldes, a vas-oxidok okozta vörös foltokkal; a mohaachátot a moha szálaihoz hasonló zöldes zárványok jellemzik; a tűzachát vasoxid-zárványai pedig apró olajcseppekre hasonlítanak.